# Heterocharax
Heterocharax is een geslacht van straalvinnige vissen uit de familie van de spilzalmen (Acestrorhynchidae).

## Soorten
- Heterocharax leptogrammus Toledo-Piza, 2000
- Heterocharax macrolepis Eigenmann, 1912
- Heterocharax virgulatus Toledo-Piza, 2000